# Anita Barone
Anita Louise Barone (* 25. September 1964 in St. Louis, Missouri) ist eine US-amerikanische Schauspielerin.

## Leben und Karriere
Barone gab ihr Filmdebüt 1987 im Film The Rosary Murders an der Seite von Donald Sutherland. Es folgten mehrere Filme und Gastauftritte in Serien wie Seinfeld und Friends. 1997 spielte sie eine der Hauptrollen in dem Kriminalfilm Running Time. Größere Bekanntheit erlangte sie allerdings mit ihrer Rolle in der Sitcom Hinterm Sofa an der Front.
Sie ist mit Matthew Glave verheiratet und hat mit diesem zwei Töchter.

## Filmografie (Auswahl)
- 1987: Der Mörder mit dem Rosenkranz (The Rosary Murders)
- 1991: Ricochet – Der Aufprall (Ricochet)
- 1993: Zurück in die Vergangenheit (Quantum Leap, Fernsehserie, eine Folge)
- 1993: Seinfeld (Fernsehserie, eine Folge)
- 1993: Harrys Nest (Empty Nest, Fernsehserie, eine Folge)
- 1993: Die Larry Sanders Show (The Larry Sanders Show, Fernsehserie, eine Folge)
- 1994: Friends (Fernsehserie, eine Folge)
- 1995: Vermächtnis des Herzens (Wounded Heart, Fernsehfilm)
- 1995: The Takeover – Nackte Gewalt (The Takeover)
- 1995–1996: The Jeff Foxworthy Show (Fernsehserie, 18 Folgen)
- 1996: Rebecca – Liebe ist nicht angesagt (Just Friends)
- 1996–1997: Party of Five (Fernsehserie, zwei Folgen)
- 1997: Just Write – Alles aus Liebe (Just Write)
- 1997: Running Time
- 1997: Too Much Heaven (Dream with the Fishes)
- 1997: Caroline in the City (Fernsehserie, eine Folge)
- 1997: Critics and Other Freaks
- 1998: Chicago Hope – Endstation Hoffnung (Chicago Hope, Fernsehserie, eine Folge)
- 1998: X-Factor: Das Unfassbare (Beyond Belief: Fact or Fiction, Fernsehserie, eine Folge)
- 1998: Grown-Ups (Fernsehfilm)
- 1999: Sex Monster
- 2000: Daddio (Fernsehserie, neun Folgen)
- 2001: Ally McBeal (Fernsehserie, eine Folge)
- 2001: Bev (Fernsehfilm)
- 2003: Buttleman
- 2003: These Guys (Fernsehfilm)
- 2004: Malibu Eyes
- 2004: Paradise (Fernsehfilm)
- 2005: One Last Ride
- 2005–2007: Familienstreit de Luxe (The War at Home, Fernsehserie, 44 Folgen)
- 2009: Lass es, Larry! (Curb Your Enthusiasm, Fernsehserie, eine Folge)
- 2009: Castle (Fernsehserie, eine Folge)
- 2010–2013: Shake It Up – Tanzen ist alles (Shake It Up, Fernsehserie, 25 Folgen)
- 2011: Desperate Housewives (Fernsehserie, eine Folge)
- 2012: Little Women, Big Cars
- 2012: Sunset Bar (Fernsehfilm)
- 2013: The Exes (Fernsehserie, eine Folge)